# Ceratozetella rotunda
Ceratozetella rotunda är en kvalsterart som först beskrevs av Schweizer 1956.  Ceratozetella rotunda ingår i släktet Ceratozetella och familjen Ceratozetidae. Inga underarter finns listade i Catalogue of Life.